# La Foreuse sanglante
Pour plus de détails, voir Fiche technique et Distribution.
La Foreuse sanglante (The Toolbox Murders) est un film américain réalisé par Dennis Donnelly, sorti en 1978.
Un remake réalisé par Tobe Hooper, Toolbox Murders, est sorti en 2004.

## Synopsis
Les habitants d'un immeuble sont sous le choc: trois des locataires ont été brutalement assassinés par un tueur qui utilise divers outils. Une quatrième personne, une jeune fille de 15 ans, vient d'être kidnappée et tout indique que c'est l'œuvre de l'assassin. Le frère de la jeune fille décide de mener sa propre enquête, voyant que celle des policiers n'aboutit pas.

## Fiche technique
- Titre original : The Toolbox Murders
- Titre français : La Foreuse sanglante ou Le Maniaque à la foreuse sanglante ou Meurtres à la perceuse
- Réalisation : Dennis Donnelly
- Scénario : Neva Friedenn, Ann Kindberg et Robert Easter
- Musique : George Deaton
- Photographie : Gary Graver et Steve Yedlin
- Pays d'origine : États-Unis
- Format : Couleurs - 1,85:1 - Mono
- Genre : thriller, horreur
- Durée : 93 minutes
  - Classification :
  -  États-Unis : Rated R for bloody violence/gore, nudity and language.
  -  France : Interdit aux moins de 18 ans lors de sa sortie, mais interdit aux moins de 16 ans de nos jours.
- Date de sortie : 1978

## Distribution
- Cameron Mitchell : Vance Kingsley
- Pamelyn Ferdin : Laurie Ballard
- Wesley Eure : Kent Kingsley
- Nicolas Beauvy : Joey Ballard
- Tim Donnelly : Détective Jamison
- Robert Bartlett : Homme dans l'appartement
- Don Diamond : Sergent Cameron
- Kelly Nichols : Dee Ann
- Kathleen O'Malley : Femme criant